# Nuno Tristão FC
Der Nuno Tristão Futebol Clube, meist nur Nuno Tristão FC, ist ein Fußballverein aus der guinea-bissauischen Stadt Bula.

## Geschichte
Der Verein wurde 1948 in der Stadt Bula in der damaligen portugiesischen Kolonie Portugiesisch-Guinea gegründet. Er wurde nach dem portugiesischen Entdecker Nuno Tristão benannt, der 1446 als erster Europäer das heutige Guinea-Bissau erreicht haben soll.
Nach der Unabhängigkeit Guinea-Bissaus 1974 nannte sich der Verein im Zuge der Entkolonialisierungsbemühungen in „Bula FC“ um.
1978 gelang dem Bula FC erstmals der Gewinn des Landespokals, der Taça Nacional da Guiné-Bissau.
1980 nahm der Klub am African Cup Winners’ Cup teil, schied jedoch in der ersten Runde gegen den senegalesischen Klub Casa Sports aus Ziguinchor mit 1:6 aus.
Seinen ursprünglichen Namen „Nuno Tristão FC“ nahm der Verein 2007 wieder an.
Die Landesmeisterschaft Campeonato Nacional da Guiné-Bissau konnte der Klub aus Bula erstmals 2014 gewinnen. Den folgenden Supercup des Landes, die Super Taça Nacional, entschied der Verein im Spiel gegen den Pokalsieger FC Canchungo ebenfalls für sich.

## Erfolge
- Guinea-bissauische Meisterschaft:
  - 2014
- Guinea-bissauischer Supercup:
  - 2014
- Guinea-bissauischer Pokal:
  - 1978